# Медичні банки

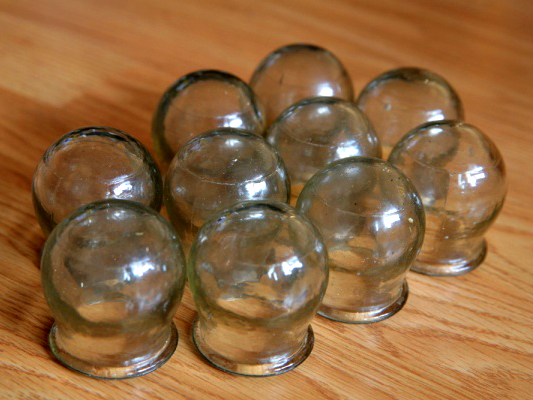
Стандартні банки

Баночний масаж, баночна терапія або вакуум-терапія — форма псевдонауки, в якій за допомогою нагрітих банок створюється локальний приплив крові. Як форма альтернативної медицини він практикується переважно в Азії, у Східній Європі, на Близькому Сході та в Латинській Америці. Не існує переконливих доказів, що підтверджують заявлені переваги для здоров'я, і критики характеризують цю практику як шарлатанство. 
Ті, хто практикує баночну терапію намагаються використовувати її для лікування широкого спектра захворювань, зокрема гарячки, хронічного болю в попереку, поганого апетиту, розладу травлення, високого кров'яного тиску, акне, атопічного дерматиту, псоріазу, анемії, реабілітації після інсульту, закладеності носа, безпліддя та спазмів під час менструального циклу. 
Зазвичай, для більшості людей використання медичних банок не приносять шкоди, проте існує певний ризик особливо від мокрої та вогняної терапії. Синці є одними з побічних ефектів баночної терапії, які іноді сплутують з жорстоким поводженням з дітьми. У рідкісних випадках наявність цих слідів на тілі дітей призводила до судових позовів проти батьків, чиї діти проходили терапію баночним масажем. 

## Ефективність і безпека
Ефективність банок є недоведеною. Американське онкологічне товариство зазначає, що «наявні наукові дані не підтверджують, що використання банок має яку-небудь користь для здоров'я» і «застосування банок несе в собі певний ризик опіків».

## Показання та протипоказання
Методик застосування банок, відповідних критеріям науковості, не розроблено. Показання до постановки банок зазвичай визначає лікар, але поширене і «самолікування» банками. Можна виділити основні захворювання, при яких традиційно застосовуються медичні банки. Це запальні процеси в органах грудної клітки (пневмонія і т. ін.), міжреберні невралгії, радикуліти, гострі та хронічні міозити, фурункульоз. Протипоказаннями до постановки банок є: легенева кровотеча, туберкульоз легенів, злоякісні пухлини, захворювання і пошкодження шкіри, загальне виснаження, гарячка, збуджений стан хворого. Банки застосовують у спортивній медицині як лікувальний засіб для зменшення болю, що виникає за надмірного фізичного навантаження.

## Принцип дії
Прихильники стверджують, що баночний масаж має терапевтичний ефект і виводить невизначені «токсини», застійну кров або «життєву енергію», коли його застосовують на акупунктурних точках з метою поліпшення кровообігу.
Медична банка, завдяки створюваному в ній стану схожого до вакууму, присмоктується до шкіри та, як прийнято вважати, підсилює лімфо- і кровообіг в шкірі і більш глибоко розташованих тканинах і органах, що покращує живлення тканин, сприяючи, своєю чергою, більш швидкому лікуванню запалень. Також передбачається, що такий масаж підвищує тонус і еластичність м'язів і пружність шкіри, хоча немає жодних наукових досліджень, які підтверджують, що банки мають який-небудь ефект на здоров'я людини.

### Постановка медичних скляних банок
Банки ставляться на такі ділянки тіла, які відрізняються гарним м'язовим і підшкірно-жировим шаром (підключичні, підлопаткові, міжлопаткові області і т. д.).
Для проведення цієї процедури необхідно наступне обладнання:
- вазелін
- спирт етиловий 70° (можна використовувати одеколон «Тройной»);
- банки медичні;
- сірники;
- корнцанг або пінцет (металеві);
- вата;
- рушник.

Пацієнт лягає на живіт, повернувши голову в бік і обхопивши подушку обома руками. На його спину (або на інше потрібне місце) наноситься тонкий шар вазеліну. Робиться гніт (з вати і корнцанга). Гніт змочується спиртом, підпалюється і поміщається в банку на 0,5—1 с. Потім банка прикладається до шкіри (полум'я наповнює банку теплим газом, тиск якого знижується при охолодженні до кімнатної температури, і шкіра втягується в банку, отримуючи потім яскраво-червоне або багрове забарвлення). Пацієнт накривається ковдрою і лежить так 10-15 хвилин. Знімаються банки по черзі шляхом відхилення банки в бік і придавлюванням шкіри у краї банки пальцем. Після зняття всіх банок шкіра протирається ватою або марлевою серветкою.
Після проведення вакуум-терапії пацієнту необхідно полежати тепло вкритим протягом 20-30 хвилин.

### Постановка медичних вакуумних банок з балоном
На сьогодні найбільш проста процедура проведення вакуум-терапії. Для її проведення необхідні тільки медичні вакуумні банки з балоном і деяка кількість нейтральних жирів, наприклад, вазелін. Подальше проведення процедури ідентичне проведенню вакуум-терапії скляними банками без використання вогню. Балон з ПВХ дозволяє регулювати внутрішній вакуум у банці, тим самим керуючи ступенем створення вакууму і знижуючи больові відчуття. Знімаються банки легким стисканням балона.